# Die Abenteuer des Rabbi Jacob
Die Abenteuer des Rabbi Jacob (orig. Les Aventures de Rabbi Jacob) ist ein französischer Spielfilm aus dem Jahr 1973. Die Verwechslungskomödie ist einer der bekanntesten Filme des Komikers und Schauspielers Louis de Funès.

## Handlung

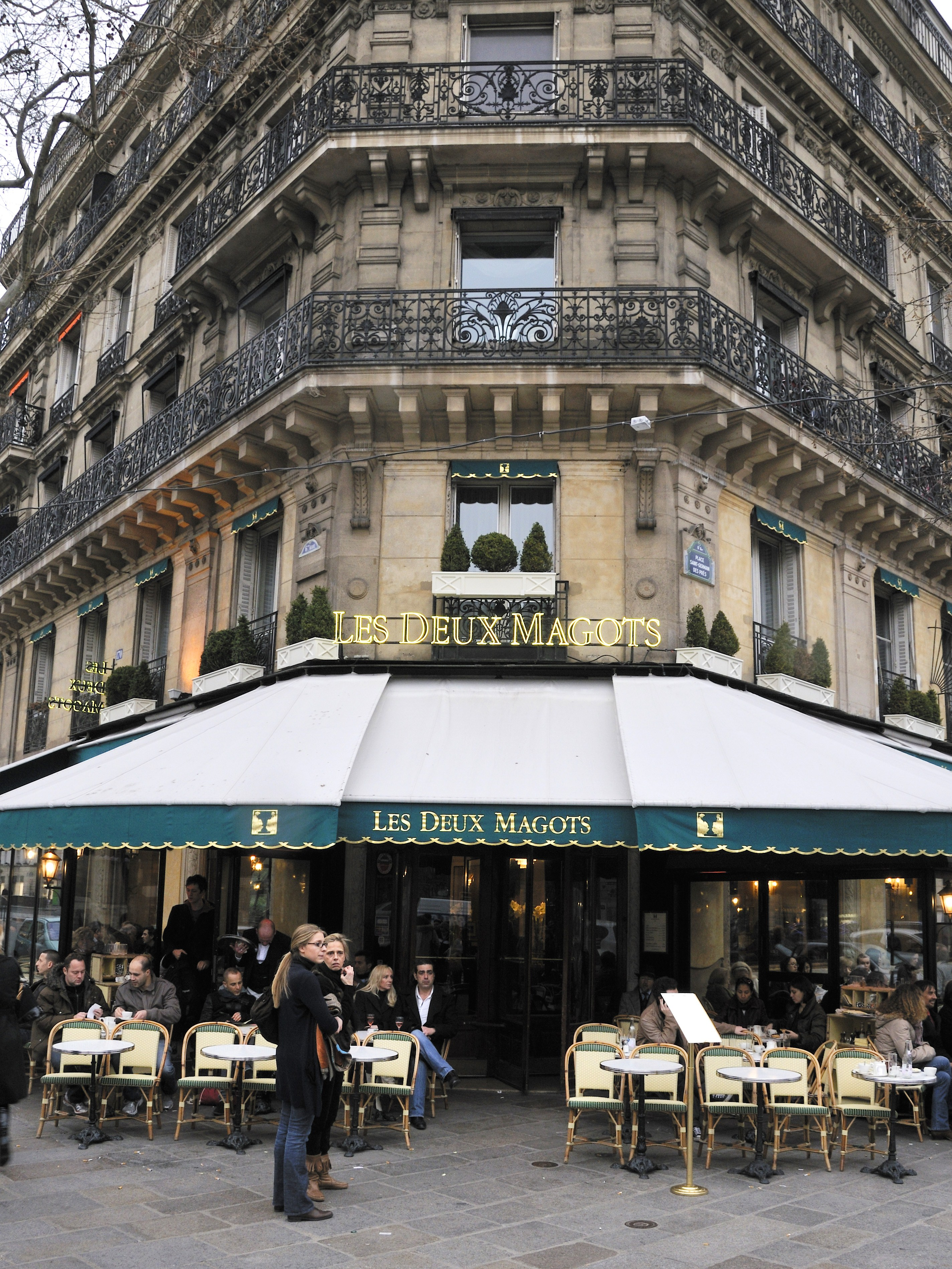
Das Café Les Deux Magots ist im Film Schauplatz der Entführung von Slimane, die auf die Entführung von Mehdi Ben Barka in der Pariser Brasserie Lipp 1965 Bezug nimmt.

Rabbi Jacob, einer der beliebtesten Rabbiner von New York, wird eines Tages von seiner französischen Verwandtschaft, den Schmolls, zur Bar Mitzwa seines Großneffen David eingeladen. Darum fliegt er mit seinem Begleiter Rabbi Zeiligman von New York nach Paris.
Inzwischen fährt der Geschäftsmann und Fabrikant Victor Buntspecht (im Original: Pivert) in der Normandie zur am nächsten Tag stattfindenden Hochzeit seiner Tochter Antoinette. Sein Wagen ist ein schwarzer Citroën DS. Buntspecht, der rassistisch eingestellt ist gegen Schwarze, gegen Juden und gegen sämtliche Ausländer, erfährt bei einem kleinen Autounfall, dass sein Chauffeur Salomon Jude ist. Als Salomon sich wegen des bevorstehenden Sabbats zu arbeiten weigert, entlässt Buntspecht ihn auf der Stelle, bevor er allein nach Hilfe sucht.
Inzwischen wird der arabische Revolutionär Mohamed Larbi Slimane vom Geheimdienst seines Landes entführt. Der von Colonel Farès angeführte Trupp bringt ihn bei Nacht in eine Kaugummifabrik. In ebendieser Fabrik sucht Victor Buntspecht Hilfe (und stürzt dabei in einen riesigen Bottich mit Kaugummimasse). Er verhilft Slimane ungewollt zur Flucht; Slimane erschießt zwei der Verfolger in Notwehr. Die von Salomon verständigte Polizei findet die Leichen und verdächtigt Buntspecht des Mordes. Buntspecht und Slimane können gemeinsam fliehen; die Polizei leitet eine Fahndung ein, die Kommissar Andréani persönlich leitet.
Am nächsten Tag gehen Buntspecht und Slimane, der Buntspecht bedroht, zum Flughafen Orly, um in Slimanes Land zu gelangen (denn wäre die Revolution erfolgreich, würde er Premierminister werden). Germaine, Buntspechts Frau, versucht ihren Mann zu finden, da sie glaubt, er werde sie wegen einer anderen Frau verlassen. Auch Colonel Farès und seine Mitarbeiter sowie Kommissar Andréani versuchen, Buntspecht und Slimane auf dem Flughafen zu fangen.
Um ihre Identität zu verschleiern, stiehlt Slimane zwei Rabbinern auf der Flughafentoilette ihre Kleider, mit denen sich Slimane und Buntspecht als Rabbis verkleiden. Durch diese Verkleidung werden sie von der Familie Schmoll, die sie am Flughafen empfängt, für Rabbi Jacob und Rabbi Zeiligman gehalten und in das jüdische Viertel von Paris im Marais gefahren. Dort werden sie sehr herzlich empfangen.
Der Einzige, der Buntspecht erkennt, ist sein ehemaliger Chauffeur Salomon, der auch mit Rabbi Jacob verwandt ist und daher bei der großen Feier dabei ist. Durch ihr amüsantes Improvisieren gelingt es aber Buntspecht und Slimane, ihre Identität geheim zu halten, obwohl Buntspecht einige Patzer unterlaufen – so segnet er zum Beispiel bei dem Empfang die jüdische Menge mit dem Kreuzzeichen. Dennoch gelingt es ihm, überzeugend als Rabbi Jacob aufzutreten und sogar eine Bar Mitzwa abzuhalten.
Als aber kurz darauf die Polizei im Viertel auftaucht, müssen Buntspecht und Slimane fliehen. Farès und sein Trupp entführen zur gleichen Zeit mit Buntspechts Auto versehentlich den echten Rabbi Jacob und treffen dann mitten in der Stadt auf Slimane und Buntspecht. Doch dann findet plötzlich alles ein überraschendes und gutes Ende:
- Die Revolution gelingt, und Slimane wird zum Präsidenten seines Landes. Farès bittet Slimane zutiefst um Verzeihung. Auch der Kommissar gibt pikiert seine Ermittlungen gegen Slimane und Buntspecht auf.
- Buntspechts Tochter Antoinette verliebt sich in Slimane und lässt ihren Verlobten neben dem Altar stehen. Sie fliegt mit Slimane in dessen Land.
- Familie Schmoll findet den echten Rabbi Jacob, welcher Buntspecht die Maskerade verzeiht und ihn und seine Frau zur Bar-Mitzwa-Feier einlädt.

## Hintergrund
Als einziger von de Funes Filmen wurde er auch in den USA veröffentlicht, zunächst als The Adventures of Rabbi Jacob. Doch unter diesem Titel erwartete das Publikum einen religiösen Film und blieb dem Kino fern. Um diesem Missverständnis entgegenzuwirken, erfolgte eine Umbenennung in The Mad Adventures of 'Rabbi' Jacob. Der Film startete am 20. Dezember 1973 in den bundesdeutschen Kinos.
Durch den „Arabischen Frühling“ erfuhr der Film wegen der Parallelen zwischen dem Drehbuch und der neuen Realität erneute Popularität. So strahlte der französische Fernsehsender TF1 den Film zur Hauptsendezeit am Sonntag, dem 23. Dezember 2012, aus.

## Synchronisation
Die deutsche Synchronbearbeitung erstellte 1973 die Berliner Synchron GmbH, Berlin. Das Dialogbuch verfasste Fritz A. Koeniger, Synchronregie führte Dietmar Behnke. Der Filmanfang, an dem der echte Rabbi Jacob sich in New York von seiner Familie verabschiedet, wurde nicht synchronisiert.
Die Familie Buntspecht heißt im französischen Original „Pivert“. Wörtlich übersetzt bedeutet pivert (auch pic-vert) „Grünspecht“.
| Rolle                 | Darsteller       | Synchronsprecher       |
| --------------------- | ---------------- | ---------------------- |
| Victor Buntspecht     | Louis de Funès   | Gerd Martienzen        |
| Rabbi Jacob           | Marcel Dalio     | Herbert Grünbaum       |
| Mohamed Larbi Slimane | Claude Giraud    | Norbert Langer         |
| Colonel Farès         | Renzo Montagnani | Wolfgang Völz          |
| Germaine Buntspecht   | Suzy Delair      | Edith Schollwer        |
| Antoinette Buntspecht | Miou-Miou        | Joseline Gassen        |
| Salomon               | Henri Guybet     | Hans-Werner Bussinger  |
| General               | Jacques François | Ernst Wilhelm Borchert |
| Kommissar Andréani    | Claude Piéplu    | Siegmar Schneider      |
| Außenminister         | André Falcon     | Joachim Nottke         |
| Moishe                | Jean Herbert     | Peter Schiff           |
| Esther                | Denise Provence  | Bettina Schön          |
| Farès’ Handlanger     | Gerard Darmon    | Manfred Lehmann        |

## Rezeption
Die Abenteuer des Rabbi Jacob zählt zu den international populärsten Komödien mit de Funes. Hal Erickson beschrieb den Film im AllMovie-Guide als eine „bizarre und nahezu unbeschreibliche Aneinanderreihung von Ereignissen“, bei denen „soziologische Aussagen mit derbem Slapstick aufgemöbelt“ werden.

„Ein an Einfällen und Situationskomik reicher Film, der ganz auf Louis de Funès zugeschnitten ist.“

„Ein streckenweise turbulent-unterhaltsamer Spaß mit einem wie immer überdrehten Louis de Funes. Leider ist das Drehbuch so konventionell angelegt, dass sich gegen Ende auch an den Grimassen de Funes Abnutzungserscheinungen nicht mehr übersehen lassen.“

„Regisseur Gérard Oury […] inszenierte eine witzige Verwechslungskomödie, die er gekonnt mit etwas Action und ironischen Seitenhieben auf Rassismus und politische Unzulänglichkeiten spickte. Louis de Funès präsentiert sich hier auf der Höhe seiner Kunst.“

TV Spielfilm fand, in dieser „herrlichen Slapstickkomödie“ erlebe man „Funès vom Feinsten, so komisch wie koscher“.
Der Film wurde 1975 für den Golden Globe Award in der Kategorie „Bester fremdsprachiger Film“ nominiert.